# 秋田城介
秋田城介（あきたじょうのすけ）は、古代から中世の日本において、出羽国の秋田城を専管した国司である。はじめは官職ではなく、国司の一人の任務にすぎなかったが、平安時代中期に出羽城介という令外官となり、鎌倉時代に秋田城介と呼ばれるようになった。

## 概要
秋田城介の起源は奈良時代末の780年に出された、秋田城に専当の国司を置くという決定にある。この担当者は鎮秋田城国司などと呼ばれ、出羽介がその役にあてられることが多かった。後、平安時代中期までに出羽城介という令外官が出羽介の兼任職としてあると観念されるようになった。出羽城介は秋田城に赴任して出羽国北部を統治する要職であったが、前九年の役のとき廃止された。鎌倉時代に秋田城介と名を変えて復活し、有力御家人の安達氏が任命された。安達氏は秋田城に赴任しなかったが、周辺を支配した。室町時代以降は名誉職になった。

## 鎮秋田城国司
出羽城司・秋田城司の制度的淵源は、蝦夷との戦争が続いていた宝亀11年（780年）に下された決定にある。秋田城の廃止が問題になったとき、太政官は国司の一人を秋田城を維持するために専当させることを命じた。出羽守は出羽の国府にいるべきなので、介以下の誰かが秋田城を担当する。これを鎮秋田城国司といい、出羽介が担任することが多かったが、掾以下が城司に任じられたこともあった。
直接史料にはないが、雄勝城にも似たような制度を考え、庄内平野に出羽国府、秋田平野に秋田城、仙北盆地に雄勝城があって地域を分担する一国二城制が敷かれたと考える説もある。

## 平安時代の出羽城介
平安時代中期以降の有職故実を記した書によれば、まず出羽介を通常の除目で任じ、その後に臨時の宣旨を下して出羽城介に任命した。出羽城介に対しては、城介任命とほぼ同日に秋田城務についても別に宣旨を下して命じた。城介任官は外記宣旨、城務に関しては弁官宣旨なので、同じ日に二途異なる機関を経由して宣旨が下されたことになる。
赴任に際しては、国守である受領と同じく天皇の前に召され禄を与えられた。陸奥国における鎮守府将軍と同じく、正式には受領ではないが、職権待遇は受領に準ずる特別な地位である。
9世紀後半から10世紀にかけては、元慶の乱（878年）をはじめとして蝦夷の反乱、衝突など軍事的危機が出羽国方面で頻繁に起こり、秋田城を拠点にした軍勢が対応に追われた。出羽城介は鎮守府将軍と並ぶ北方防衛の担任者として重責を担った。また秋田城介を経て鎮守府将軍に任命されるという武官のルートも出来た。
陸奥国で安倍頼良が台頭したとき、陸奥守藤原登任は、桓武平氏繁盛流大掾氏一族である出羽城介大掾繁茂（繁成/重衛）とともに頼良を攻めた。この結果生じたのが永承6年（1051年）11月の鬼切部の戦いで、登任・繁茂らは大敗した。この後、出羽国では出羽城介が任官されなくなった。一方、秋田城介に任じられた繁茂の子孫は、城氏（越後平氏）と称して、一族の奥山氏とともに越後に土着した。
康平4年（1062年）の前九年の役の最終局面では、出羽清原氏が源頼義の軍に加わって主戦力となったが、その指揮官の名字には、清原氏の本拠とされる山北とともに、秋田郡周辺の地名が見え、出羽城介廃止の影響が見てとれる。

## 鎌倉時代の秋田城介
鎌倉時代の建保6年（1218年）3月6日に、鎌倉幕府の有力な御家人である安達景盛が出羽城介に任じられ、約150年絶えていた出羽城介が復活した。これより前、出羽城介廃止の頃から、出羽城介は「出羽秋田城介」「秋田城介」などと書かれるようになり、この頃より後には秋田城介の名で通用するようになった。鎌倉時代には、霜月騒動の後しばらくを除き、代々の安達氏が秋田城介に任命された。
安達氏は秋田城に赴任しなかったので、この時代の秋田城介は名誉職と説かれることが多い。が、宝治合戦に安達氏一味の輩として参加した橘公義が秋田に所領を持つことなどから、秋田城周辺を実際に支配していたとする説もある。

## その後の秋田城介
建武の新政では元弘3年（1333年）8月14日に葉室光顕が出羽守との兼任で秋田城介に任命された。前年に鎌倉幕府によって出羽国に流刑されていた葉室は、3年後の延元元年（1336年）5月21日に任地で殺された。
室町期には秋田周辺に勢力をはった安東氏が秋田城介を名乗った。
1575年（天正3年）、織田信長の嫡男、織田信忠が秋田城介に補任された。信長の全国統一に向けた戦略の一環だろうと見られている。豊臣秀吉の治世下の1589年（天正17年）、安東氏の後裔、安東実季は秋田城介を称するとともに秋田氏を名乗った（秋田の氏は秋田城介に由来する）。秋田氏は、関ヶ原の戦い後に常陸へ転封されたため秋田から生駒へ改氏したが、その後、秋田へ復氏し陸奥三春へ移されて明治維新に至った。

## 出羽城介・秋田城介に任官した人物
「某」とあるのは、史料に名のみあって姓が不明なもの。

### 出羽城介
- 源嘉生 - 天慶2年（939年）免
- 某保利 - 天慶2年（939年）任
- 平斉章? - 天暦元年（947年）任
- 某実忠 - 康保4年（967年）
- 平兼忠 - 天元3年（980年）任
- 平群利方 - 永観3年（985年）任
- 某信親（源信親?） - 長徳元年（995年）
- 某奉好（平奉良?） - 長和4年（1015年）
- 源頼範 - 11世紀
- 大掾繁茂（繁成/重衛） - 永承6年（1051年）

### 秋田城介
- 安達景盛 - 建保6年（1218年）3月6日任
- 安達義景 - 嘉禄3年（1227年）11月29日任
- 安達泰盛 - 建長6年（1254年）12月任 - 弘安5年（1282年）
- 安達宗景 - 弘安5年（1282年）10月16日任
- 安達時顕 - 嘉元元年（1303年）頃
- 安達高景 - 嘉暦元年（1326年）頃
- 葉室光顕 - 元弘3年（1333年）8月14日任 - 延元元年（1336年）5月21日死（『公卿補任』）
- 源泰長 - 正平5年（1350年）頃
- 織田信忠 - 天正3年（1575年）任

### 武家官位としての秋田城介
- 秋田実季 - 慶長16年1月15日（1611年2月27日）任